# Stanisław Nowak (działacz turystyczny)

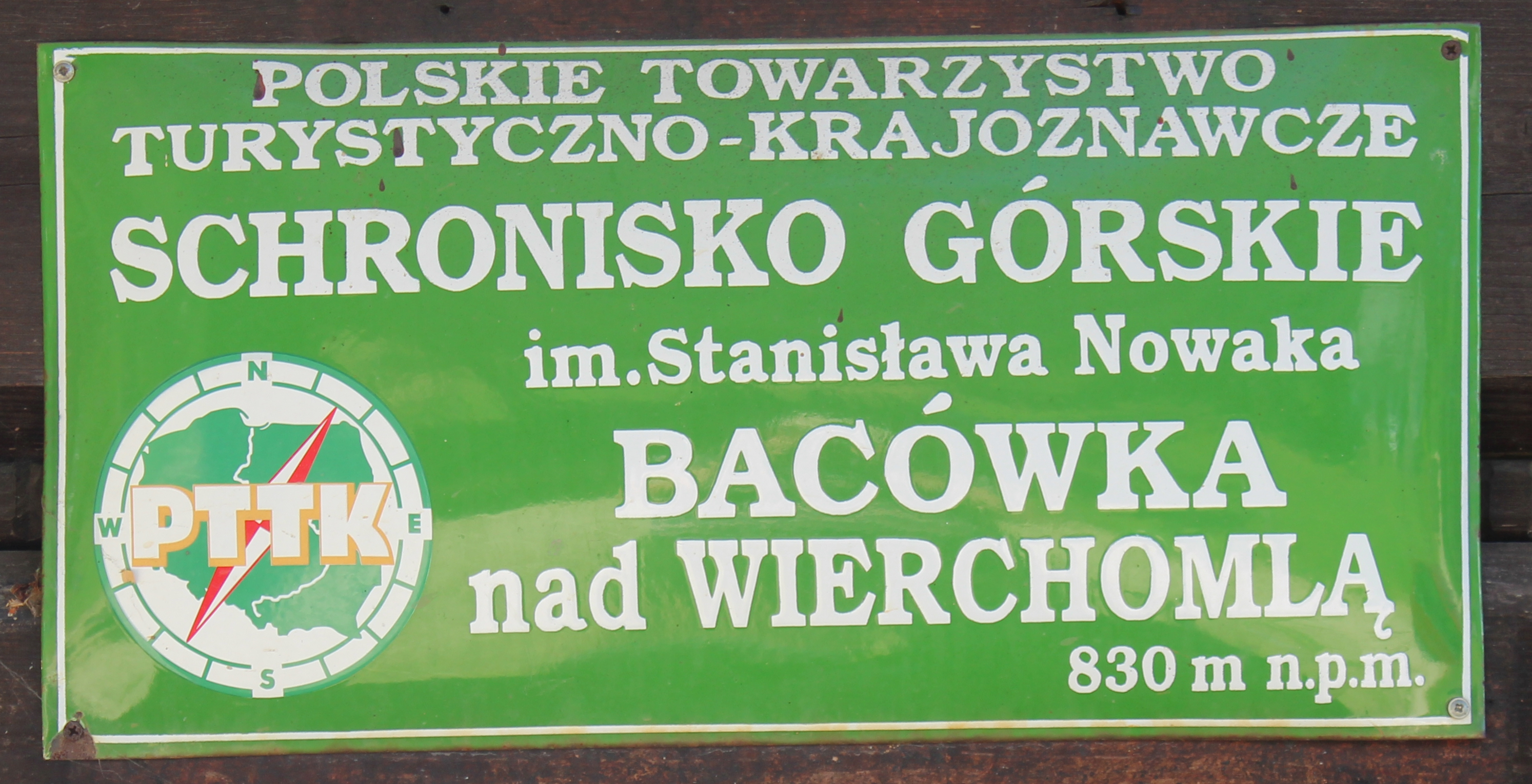
Tablica z nazwiskiem Stanisława Nowaka na bacówce PTTK nad Wierchomlą

Stanisław Nowak (ur. 4 kwietnia 1907 w Krynicy Zdroju, zm. 2 lutego 1994) – polski sportowiec i działacz turystyczny, członek Honorowy Polskiego Towarzystwa Turystyczno-Krajoznawczego.

## Życiorys
Karierę sportową rozpoczął w latach 20. XX wieku w Krynickim Towarzystwie Narciarskim. Uprawiał biegi narciarskie na długich dystansach. Kilkakrotnie zdobywał tytuł Mistrza Polski. Był reprezentantem Polski na Mistrzostwach Świata w Narciarstwie Klasycznym w 1930, w biegach na 18 i 30 km.
Działalność turystyczną rozpoczął w 1930, wstępując do Oddziału Polskiego Towarzystwa Tatrzańskiego w Krynicy. W latach 1931–1936 pracował w biurze turystycznym inż. Edwarda Błotnickiego.
W trakcie II wojny światowej był żołnierzem Armii Krajowej ps. Cywil. Jako łącznik przemierzał pieszo i na nartach Beskid Sądecki.
W 1960 podjął pracę w Oddziale Polskiego Towarzystwa Turystyczno-Krajoznawczego w Krynicy – pełniąc funkcję kierownika Biura Obsługi Ruchu Turystycznego i podejmując działania zmierzające do zagospodarowania turystycznego rejonu Krynicy-Zdroju. Efektem jego działalności jest nowe schronisko PTTK na Jaworzynie Krynickiej, Ośrodek Kultury Turystyki Górskiej PTTK na Jaworzynie Krynickiej, którego był wieloletnim kustoszem, Dom Turysty PTTK „Rzymianka” w Krynicy-Zdroju, dom wycieczkowy PTTK w Leluchowie, bacówka PTTK nad Wierchomlą, stacje turystyczne w Krynicy-Zdroju, Tyliczu, Muszynie, Leluchowie oraz zagospodarowanie okopów konfederatów barskich w Muszynce.

## Wyróżnienia
- Krzyż kawalerski Orderu Odrodzenia Polski
- Złoty Krzyż Zasługi
- Srebrny Krzyż Zasługi
- Medal „Za udział w wojnie obronnej 1939”
- Odznaka „Zasłużony Działacz Kultury Fizycznej”
- Złota Odznaka "Zasłużonemu dla Województwa Nowosądeckiego"
- Godność Członka Honorowego Polskiego Towarzystwa Turystyczno-Krajoznawczego
- Złota Honorowa Odznaka PTTK

## Upamiętnienie
Polskie Towarzystwo Turystyczno-Krajoznawcze nadało imię Stanisława Nowaka bacówce nad Wierchomlą.